# Раноккия, Филиппо
Филиппо Раноккия (итал. Filippo Ranocchia; род. 14 мая 2001, Перуджа) — итальянский футболист, полузащитник клуба «Палермо».

## Клубная карьера
Раноккия — воспитанник клубов «Монте Мальбе», «Перуджа» и «Ювентус». В 2019 году черно-белые вернули игрока на правах аренды в «Перуджу». 30 марта в матче против «Ливорно» он дебютировал в итальянской Серии B. По окончании аренды Филиппо вернулся в «Ювентус». Летом 2021 года Раноккия был арендован клубом «Виченца». 18 сентября в матче против «Пизы» он дебютировал за новую команду. 30 апреля 2022 года в поединке против «Лечче» Филиппо забил свой первый гол за «Виченцу». 
Летом 2022 года Раноккия был арендован «Монцой». 13 августа в матче против «Торино» он дебютировал в Серии A. 22 октября в поединке против «Милана» Филиппо забил свой первый гол за «Монцу». 
17 июля 2023 года был отдан в аренду в «Эмполи» с опцией выкупа.
18 июля 2024 года подписал контракт с клубом «Палермо» до 30 июня 2028.